# Гришаева, Нонна Валентиновна
Но́нна Валенти́новна Гриша́ева (род. 21 июля 1971, Одесса) — советская и российская актриса театра, кино и телевидения, теле- и радиоведущая, пародистка, певица, писательница, редактор, аниматор и художница. Заслуженная артистка Российской Федерации (2006). Художественный руководитель Московского государственного театра Роста в Царицыно (с 26 июня 2014 года).

## Биография

### Происхождение и ранние годы
Прадед по материнской линии — Пётр Казанский (1866—1947), дворянин из ветви рода Саблуковых, декан юридического факультета Императорского Новороссийского университета. Другой прадед по материнской линии — Леонид Игнатьевич Гиллевич, шляхтич, оперный певец; прабабушка — Александра Николаевна Хартуляри, дворянка из рода Хартуляри, также оперная певица; бабушка — Валентина Леонидовна Хартуляри-Гиллевич.
Родилась 21 июля 1971 года в Одессе в семье разнорабочего Валентина Гавриловича Гришаева (1940—1996) и учителя английского языка Маргариты Евгеньевны Гришаевой (в девичестве — Казанская; род. 1946).
В 1976 году сыграла свою первую роль в фильме «Фотографии на стене». В 1981 году сыграла свою первую главную роль в Одесском театре оперетты. Училась в Одесской балетной школе и музыкальной школе по классу фортепиано.
В 1994 году окончила Высшее театральное училище имени Б. В. Щукина (курс В. В. Иванова), после чего получила предложения о работе от театра «Ленком», театра «Сатирикон» и театра имени Вахтангова.

### Карьера
В 1994 года стала работать в театре имени Вахтангова, после ухода из которого продолжила сотрудничать с ним в качестве приглашённой артистки. Удивительная новость произошла с ней в 1996 году, когда сыграла Наташу в фильме «Первый удар», главную роль в котором сыграл Джеки Чан.
В 1998—2000 годах принимала участие в юмористической программе Василия Антонова и Александра Толоконникова «Бис».
В 2004 году сыграла свою первую взрослую главную роль в спектакле «Мадемуазель Нитуш». В этом же году пробовалась на главную роль в ситкоме «Моя прекрасная няня», но отказалась от участия в пользу «Мадемуазели Нитуш», хотя позже всё же появилась в одном из эпизодов, сыграв сестру главной героини.
В 2005—2006 годах играла героиню второго плана в ситкоме с участием Татьяны Догилевой «Люба, дети и завод». После его закрытия получила роль в другом ситкоме телеканала «СТС» «Кто в доме хозяин?». В 2008—2013 годах исполняла одну из главных ролей в ситкоме телеканала «СТС» «Папины дочки».
В 2008 году стала постоянной актрисой труппы «Большой разницы» по приглашению продюсера проекта Александра Цекало. В 2011—2012 годах имела собственное комедийное шоу «Нонна, давай!» на Первом канале.

В 2012 году выпустила первый сольный альбом. В том же году стала ведущей проекта «Две звезды-4» (совместно с Дмитрием Нагиевым). К этому времени Нонна Гришаева входит в число самых востребованных пародийных артисток на телевидении. Её годовой доход оценивается более чем в один миллион долларов. Гонорар актрисы за ведение четырёхчасового мероприятия составляет от шестисот до восьмисот тысяч рублей.

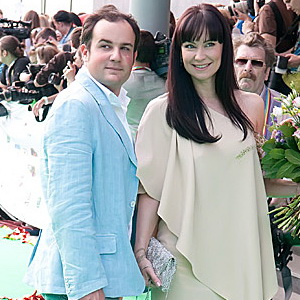
Нонна Гришаева с супругом Александром Нестеровым на церемонии вручения премии МУЗ-ТВ. 3 июня 2011 года

В 2013 году была ведущей первого сезона шоу «Один в один!» на Первом канале (совместно с Александром Олешко); в 2015 году стала приглашённым членом жюри этого шоу на телеканале «Россия-1». В 2013—2014 годах была участницей пародийного шоу «Повтори!». В 2021 году была третейским судьёй в одном из выпусков шоу «Точь-в-точь».
В 2014 году губернатор Московской области Андрей Воробьёв назначил Нонну Гришаеву художественным руководителем Московского областного театра юного зрителя (ныне — Московский государственный театр Роста в Царицыно). В 2016—2017 годах была ведущей программы «Субботний вечер» на телеканале «Россия-1» (совместно с Николаем Басковым).
В 2017 году посетила международный детский центр «Артек» (Гурзуф, Крым), в связи с чем ей был запрещён въезд на Украину. В 2020 году срок запрета истёк, и Гришаева снова стала въездной в страну.
С 2019 года является художественным руководителем актёрского курса на факультете эстрады Российского института театрального искусства.

### Личная жизнь
Первый муж — Антон Вячеславович Дёров (род. 13 мая 1968), актёр и музыкант, композитор. Дочь — Анастасия Гришаева (род. 19 июня 1996). Развелись в 2001 году.
Второй муж (с 5 сентября 2006 года) — Александр Леонидович Нестеров (род. 9 августа 1983), актёр. Сын — Илья Нестеров (род. 12 декабря 2006 года).

## Работы

### Театр
Театр имени Е. Вахтангова
- «Али-Баба и сорок разбойников» — Шахрезада;
- «Без вины виноватые» (Александр Островский) — Таиса Ивановна Шелавина;
- «Дядюшкин сон» (Фёдор Достоевский) — Анна Николаевна Антипова;
- «Жизнь есть сон» (Педро Кальдерон) — Росаура;
- «Король-олень» (Карло Гоцци) — Смеральдина;
- «Левша» (Николай Лесков) — блоха;
- «Мадемуазель Нитуш» (Флоримон Эрве) — Дениза / Корина;
- «Собор Парижской Богоматери» (мюзикл) — Эсмеральда (вокал);
- «Ночь игуаны» (Теннесси Уильямс) — Ханна;
- «Отелло» (Уильям Шекспир) — Бьянка, любовница Кассио;
- «Пиковая дама» (Александр Пушкин) — Лиза;
- «Принцесса Турандот» (Карло Гоцци) — Зелима;[5]
- «Проделки Скапена» (Мольер) — комедиантка;
- «Ревизор» (Николай Гоголь) — Марья Антоновна;
- «Сирано де Бержерак» (Эдмон Ростан) — сестра Беата;
- «Сказка» — молодая девушка Берлин;
- «Три возраста Казановы» (Марина Цветаева) — Франциска;
- «Фредерик, или бульвар преступлений» (Эрик Шмитт) — красотка;
- «Я тебя больше не знаю, милый» — Эвелина;
- «Люся. Признание в любви» — Людмила Гурченко.

Театр РОСТА
- «Леди Совершенство с Нонной Гришаевой» (музыкальный спектакль) — леди Мэри (с 19 декабря 2014 года до 5 января 2021 года);
- «Чайка» — Ирина Николаевна Аркадина;
- «Про мою маму и про меня» — мама;
- «Пять вечеров» — Тамара;
- «Питер Пэн» (мюзикл Алексея Франдетти) — миссис Дарлинг, взрослая Венди (с 13 декабря 2019 года).

Другие театры
- «Иствикские ведьмы» (Джон Апдайк) (мюзикл) — Александра Споффорд (Государственный театр киноактёра);
- «Быстрее, чем кролики» — девочка по вызову (театр «Квартета И»);
- «День радио» — красотка Нонна (театр «Квартета И»);
- «День выборов» — красотка Нонна (театр «Квартета И»);
- «ZORRO» — цыганка Инес (театр «МДМ»);
- «Добрый вечер» — творческий вечер, совместно с Александром Олешко;
- Мюзикл «Зубастая няня»;
- «Варшавская мелодия» (Леонид Зорин) — Геля (Одесский театр Юного зрителя);
- «Моя прекрасная Кэт» (музыкальный спектакль) — Екатерина (Катарина);
- «На высоких каблуках» (Творческое объединение «ТелеТеатР»);
- «Джуди» (Последний луч радуги) — Джуди Гарленд;
- «Обыкновенное чудо» (мюзикл Алексея Франдетти) — Эмилия (ТЮЗ имени А. А. Брянцева).

### Фильмография

#### Художественные фильмы
- 1978 — Фотографии на стене
- 1992 — Риск без контракта — Лена, подруга Татьяны
- 1995 — Первый удар / Ging chaat goo si 4: Ji gaan daan yam mo — Наташа
- 1995 — Московские каникулы — лаборантка, влюблённая в Гришу
- 2001 — Место на Земле
- 2002 — Тайная сила — Настя
- 2006 — Азирис Нуна — мама / Хайлине
- 2006 — День денег — жена Парфёна
- 2007 — Клуб 69 — Анжела, жена Босса
- 2007 — День выборов — красотка Нонна, диджей
- 2008 — Тушите свет — Снегурочка, в прошлом художник-бутафор
- 2008 — День радио — красотка Нонна, радиоведущая
- 2008 — Тариф Новогодний — улыбчивая цветочница
- 2010 — Трубадур (короткометражка) — светская львица
- 2010 — Как казаки… — Екатерина II
- 2010 — На измене — Елена Николаевна, жена Соломатина («Дама ещё ого-го»)
- 2010 — О чём говорят мужчины — воображаемая жена Ростислава
- 2011 — All inclusive, или Всё включено — Эвелина, жена олигарха
- 2012 — Служу Советскому Союзу! — Таисия Мещерская
- 2012 — Тот ещё Карлосон! — Елена Александровна, няня Малыша
- 2012 — Zолушка — Фея / Агния Бордо
- 2012 — Мужчина с гарантией — Ирина Валерьевна Соболева, совладелица сети гипермаркетов
- 2012 — Новогодний переполох — Мария
- 2013 — Быстрее, чем кролики — Света, жена Гарика
- 2013 — All inclusive, или Всё включено 2 — Эвелина
- 2013 — Коммунальный детектив — Галя Пучко
- 2013 — Везёт же людям — Оксана Горячая
- 2014 — Боцман Чайка
- 2014 — Трубач — Светлана Анатольевна
- 2015 — Срочно выйду замуж — Алиса
- 2016 — День выборов 2 — красотка Нонна Валентиновна, бывшая сотрудница радиостанции «Как бы радио», телеведущая из Москвы
- 2016 — Танцуй со мной — мама
- 2018 — Со дна вершины — покупательница квартиры
- 2018 — Полицейский с Рублёвки: новогодний беспредел — ведущая розыгрыша лотереи
- 2020 — Две диафрагмы — Лола (короткометражный)
- 2020 — Спасите Колю! — Тамара
- 2021 — Вне зоны доступа
- 2024 — Про мою маму и про меня — мама / пожилая мама / выросшая дочь Лена

#### Телеспектакли
- 2001 — За двумя зайцами — Химка, прислуга у Сирко
- 2001 — Дядюшкин сон — Анна Николаевна Антипова

#### Телесериалы
- 1995 — Русский проект — студентка мединститута («Ставьте перед собой реальные цели»)
- 1997 — Графиня де Монсоро — Гертруда
- 2001 — Идеальная пара — секретарша Щербатова
- 2002 — Линия защиты — Ирина Коростылёва, заместитель Феллера
- 2002 — Деньги — Нонна
- 2004 — Ландыш серебристый — Нонна
- 2004 — Холостяки — Люся, жена Олега
- 2004 — Моя прекрасная няня (серия «Новая старая звезда») — Нина Владимировна (урождённая Прутковская), сестра Вики, «мисс Жмеринка-99» (25 серия)
- 2004 — Надежда уходит последней — Татьяна, подруга Надежды
- 2005 — 2006 — Люба, дети и завод — Настя Пряхина, официантка в баре «Дубки», лучшая подруга Любы
- 2006 — 2008 — Кто в доме хозяин? — Шурочка, соседская домработница (серия «Полный банзай!»)
- 2006 — Кодекс чести 3 (серия «Клуб брошенных жён») — Ксения Томилина
- 2006 — Утёсов. Песня длиною в жизнь — Антонина Ревельс, балерина, вторая жена Утёсова
- 2008 — Фотограф — Алёна, подруга Молчановых
- 2008 — 2013 — Папины дочки — Людмила Сергеевна Васнецова, жена Сергея Васнецова, мать девочек
- 2012 — Личная жизнь следователя Савельева — Тамара Николаевна Савельева, жена / бывшая жена следователя Николая Савельева, банкирша
- 2014 — Женщины на грани («Призраки прошлого») — Елена Воробьёва
- 2015 — Непридуманная жизнь — Надежда Волгина
- 2017 — Следствие любви («Любовь по закону») — Надежда Викторовна Полякова, следователь
- 2020 — Скрытые мотивы — Лидия Грошева
- 2020 — Одноклассники смерти — Валентина
- 2021 — Луна и мир — Ирина Цветкова
- 2021 — Бесит
- 2021 — Беспринципные — Валерия Сергеевна Иванова, очень высокопоставленная судья
- 2023 — Отмороженные — мамка
- 2023 — Наследство
- 2023 — н. в. — Папины дочки. Новые — Людмила Сергеевна Васнецова, тёща Веника, бабушка сестёр Васильевых (1-4 сезоны)

### Телевидение
- 1992 — 1995 — «Оба-На!» — ведущая / актриса (поп-звезда Света Хаки / ведущая кинофестиваля «Золотой Василий» Альбина Жабова / журналистка программы  «Музогрыз» и др.);
- 1998 — 2000 — «БИС» — актриса / пародистка (госпожа Кастракис / ведущая рубрики «Кухня» / соведущая рубрики «В мире людей» и др.);
- «В субботу вечером»;
- «Русская рулетка» — участница;
- 2004 — 2009 — «Клуб бывших жён» — ведущая;
- 2005 — «Детали» — гостья;
- «Истории в деталях» — объект истории;
- 2006 — «Хорошие шутки» — участница;
- 2007 — «Слава Богу, ты пришёл!» — участница;
- «Открытый проект»;
- «Театр+TV» — ведущая;
- 2008 — 2012 — «Большая разница» — актриса;
- 2008 — «Кулинарный поединок» — участница;
- 2008 — «Кто умнее пятиклассника?» — участница;
- 2008 — «Самый умный сладкоежка» — участница;
- 2008 — «Здравствуйте, я ваша няня!» — ведущая;
- 2008 — «Ледниковый период 2» — член жюри;
- 2008 — «Пока все дома» — участница;
- 2008 — «Оливье-шоу 2009» — актриса;
- 2009 — «Контрольная закупка» (рубрика «Звёздная закупка»);
- 2009 — «Две звезды 3» — участница;
- 2009 — «Приглашает Борис Ноткин» — гостья;
- 2009 — «Женский взгляд» — гостья;
- 2009 — «Моя родословная»;
- 2009 — «Звёзды СТС вне эфира»;
- 2009 — «Ледниковый период 3» — член жюри;
- 2009 — «Смак» — участница;
- Неоднократно принимала участие в передаче «Жизнь прекрасна», в одном из выпусков исполнила песню на стихи Ильи Резника в дуэте с мужем Александром Нестеровым;
- 2009 — «Достояние республики» — песня «Позвони мне, позвони»;
- 2009 — 2010 — «Оливье-шоу 2010» — актриса;
- 2010 — «Смех в большом городе» — участница противостояния, победительница (побеждённый — Гарик Харламов);
- 2010 — 2011 — «Оливье-шоу 2011»;
- 2011 — «„6 кадров“ собирают друзей» — гостья;
- 2011 — «Живут же люди!» — гостья;
- 2011 — «Детали. Новейшая история»;
- 2011 — «Минута славы» — член жюри;
- 2011 — «Две звезды» — певица (в паре с Марком Тишманом; новогодний выпуск от 31 декабря);
- 2011 — 2012 — «Оливье-шоу 2012» — актриса;
- 2011 — 2012 — «Нонна, давай» — ведущая;
- 2012 — «Две звезды 4» — ведущая;
- 2013 — «Yesterday live» — гостья;
- 2013 — «Кино в деталях» — гостья;
- 2013 — «Один в один!» — соведущая;
- 2013 — «Повтори!» — участница;
- 2014, 2020 — «Вечерний Ургант» — гостья;
- 2015 — «Один в один!» — член жюри;
- 2015 — «Большой вопрос» — участница;
- 2015 — «Мой герой» — участница;
- 2016 — 2017 — «Субботний вечер» — ведущая;
- 2017 — «Судьба человека» — гостья;
- 2017 — «Когда все дома» — участница;
- 2020 — «Устами младенца» — участница;
- 2020 — «Три аккорда» — участница и победительница (девятый сезон) / член жюри;
- 2020 — «Игра в кино» — участница;
- 2020 — «Дело было вечером» — участница;
- 2021 — «Дуэты» — участница;
- 2021 — «Две звезды. Отцы и дети» — член жюри;
- 2022 — «Маска» (третий сезон) — участница в костюме Лошади. Покинула проект в четвёртом выпуске, несмотря на то, что никто из членов жюри не угадал её;
- 2022 — «Квартирник у Маргулиса». Максим Дунаевский — гостья;
- 2022 — «Секрет на миллион» — участница;
- 2023 — «Моя мелодия» — участница;
- 2023 — «Истории большой страны» — актриса;
- 2023 — «ТЭФИ-KIDS 2023» — ведущая;
- 2023 — «Перепой звезду!» — участница;
- 2024 — «Большая разница» — актриса / соведущая;
- 2024 — «Сто к одному» — участница;
- 2024 — 2025 — «Фантастика» (третий сезон) — участница в образе Бабки-Ёжки по прозвищу Мила Йогович. Продержалась до седьмого выпуска;
- 2025 — Классная тема (третий сезон, «Россия-1»).

### Видеоклипы
- 1997 — «Мальчик хочет в Тамбов» (Мурат Насыров)
- 2008 — «Бермуды» («Мумий Тролль»)
- 2010 — «Не виноват» (Александр Демидов и группа «Бобры»)
- 2012 — «Танго»

### Реклама
- 1999 — 2003 — реклама «Нашего радио».[15]
- 2009 — 2010 — «Растишка».[16]
- 2011 — 2012 — «Лактофильтрум».[17]
- 2014 — лицо косметической компании «Desheli».[18]
- 2015 — интернет-сайт ticketland.ru.[19]
- 2016 — сеть магазинов одежды «Pompa».[20]
- 2016 — крем «Чёрный жемчуг».[21]
- c 2019 года — компания «Столото» («Жилищная лотерея»).[22]

### Озвучивание мультфильмов
- 2004 — Столичный сувенир — Нонна, фотомодель
- 2013 — Возвращение Буратино — Мальвина
- 2013 — Как поймать перо Жар-Птицы — Кикимора
- 2013 — Белка и Стрелка. Лунные приключения — Белка
- 2019 — Фиксики против кработов — Эрика

### Дубляж
- 2011 — Красная Шапка против зла — Красная Шапка[23]
- 2013 — Самолёты — Рошель (Таня)[24]
- 2015 — Кунг-фу Кролик: Повелитель огня — заяц Пигги[25]
- 2021-н.в. — Манюня — Роза Иосифовна Шац, «Ба» (роль Джульетты Степанян)
- 2022 — Манюня в кино — Роза Иосифовна Шац, «Ба» (роль Джульетты Степанян)
- 2024 — Манюня: Приключения в Москве — Роза Иосифовна Шац, «Ба» (роль Джульетты Степанян)
- 2024 — Манюня: Приключения в деревне — Роза Иосифовна Шац, «Ба» (роль Джульетты Степанян)
- 2025 — Манюня: День рождения Ба — Роза Иосифовна Шац, «Ба» (роль Джульетты Степанян)

## Признание
- Лауреатка конкурса актёрской песни имени Андрея Миронова.
- Лауреатка международного конкурса «Петербургский ангажемент».
- 2005 — Лауреат Театральной премии МК «За лучший женский тандем» (за роль Денизы в спектакле «Мадемуазель Нитуш» 2005 года).
- 2006 — Заслуженная артистка России[1].
- 2008 — номинант премии «Жорж» в номинации «Лучшая российская актриса».
- 2009 — номинант премии «Жорж» в номинации «Лучшая российская актриса».
- 2009 — Обладатель премии «Женщина года 2009» в номинации «Улыбка года» за роль в телесериале «Папины дочки».
- 2009 — лауреат премии «Золотой орёл» в номинации «Лучшая женская роль на телевидении» за роль в телесериале «Папины дочки»).
- 2009 — победитель третьего сезона музыкального конкурса Первого канала «Две звезды» (совместно с певцом и композитором М. И. Тишманом).
- 2011 — лауреат премии «Жорж» в номинации «Лучшая российская актриса».
- 2011 — лауреат премии «Телезвезда» (Украина) в номинации «Любимая актриса» за роль в телесериале «Папины дочки»).
- 2011 — лауреат премии «Шик! Блеск! Красота!».
- 2012 — номинант премии «Жорж» в номинации «Лучшая российская актриса».
- 2013 — номинант премии «Жорж» в номинации «Лучшая российская актриса».
- 2016 — Знак преподобного Сергия Радонежского[26].
- 2019 — медаль ордена «За заслуги перед Отечеством» II степени «за большой вклад в развитие отечественной культуры и искусства, многолетнюю плодотворную деятельность»[27].
- 2019 — специальный приз Первой театральной премии «Хрустальная Турандот» — «Хрустальный парус»[28].
- 2022 — лауреат Первой театральной премии «Хрустальная Турандот» в номинации «За честь, достоинство и служение зрителю»[29].